# Saccharomyces
Saccharomyces — рід царства грибів, що включає багато видів дріжджів. Назва Saccharomyces походить від латинських слів «цукрові грибки». Багато членів роду важливі в харчовій промисловості, наприклад, Saccharomyces cerevisiae (пекарські або пивні дріжджі) використовується у виробництві вина, хліба і пива. Інші важливі члени цього роду включають Saccharomyces bayanus, що використовується у виробництві вина, і Saccharomyces boulardii, що використовується в медицині.